# Fuoriclasse
Fuoriclasse è una serie televisiva italiana prodotta da ITC Movie e Rai Fiction e diretta da Riccardo Donna per le prime due stagioni e da Tiziana Aristarco per la terza, trasmessa su Rai 1 dal 23 gennaio 2011 al 10 maggio 2015. La serie, tratta da alcuni racconti di Domenico Starnone (Ex cattedra, Fuori registro e Sottobanco), ha come attrice protagonista Luciana Littizzetto che interpreta il personaggio di Isa Passamaglia, una professoressa di Lettere del "Liceo scientifico Caravaggio" di Torino quarantenne, divorziata e con un figlio adolescente a carico. Fanno da sfondo, ai problemi della professoressa, le storie di vita quotidiana di professori e ragazzi dell'istituto.

## Produzione
La serie, ambientata nel fittizio liceo scientifico "Caravaggio", è stata girata a Torino utilizzando per gli interni i locali dello storico liceo classico "Cavour", mentre gli esterni sono stati girati presso i Giardini Cavour e la Scuola elementare Tommaseo.. Per quanto riguarda la prima serie, altre location sono quelle della gita scolastica (Aosta) e dell'ultimo episodio, girato a Finale Ligure. Per adattarsi al regolare andamento dell'anno scolastico e alla disponibilità dei locali della scuola, le riprese sono state effettuate in due fasi, la prima (i primi sei episodi) dal 6 al 26 settembre 2009, mentre i successivi sei episodi sono stati realizzati dal 14 giugno all'11 settembre 2010, per un totale di 22 settimane.
Le riprese del secondo capitolo della serie, sono cominciate il 17 giugno 2013 e sono finite, dopo 12 settimane, il 14 settembre 2013. Il 10 marzo 2014 è andata in onda la prima puntata della seconda stagione.
Per quanto riguarda il cast, Miriam Leone sarebbe dovuta aggiungersi al cast nei panni dell'insegnante di inglese, ma l'attrice ha rifiutato, per il ruolo nella fiction La dama velata. Il ruolo è stato poi assegnato a Giulia Bevilacqua. Con lei altri nuovi volti sono l'insegnante Ettore Bassi, che ha preso il posto di Mario Del Bosco, ed il neo-preside Giulio Scarpati.
Le riprese della terza stagione sono iniziate a Torino a luglio 2014 e terminate, dopo 13 settimane, l'11 ottobre 2014. Il 19 aprile 2015 è iniziata la messa in onda per un totale di otto episodi in quattro serate. Del cast della terza stagione fa parte anche Lunetta Savino che interpreta la sorella della protagonista Isa Passamaglia.

## Trama

### Prima stagione
Anno Scolastico 2010/11. Isabella "Isa" Passamaglia è docente di Lettere al "Liceo scientifico Caravaggio" di Torino. Ella sta affrontando l'abbandono del marito Riccardo, che l'ha lasciata per una donna più giovane, e i problemi del figlio quattordicenne Michele, neo-alunno del Caravaggio. Anche al lavoro Isa non ha poco da fare: subisce le pressioni del collega eterno rivale Salvatore Lobascio, la crisi di mezz'età della prof. Mittolò, che per Isa è come una sorella, i rimproveri di Tina Cappoli, la più longeva docente del Caravaggio, il corteggiamento del professor Enzo Vivaldi, conosce la nuova preside del liceo, suor Clotilde, ma soprattutto dovrà fare i conti con Marcella Zara, che vorrà sino alla fine rimandare Michele, figlio di Isa, solo per rivalità con Isa stessa con la quale sino all'anno precedente stringeva un rapporto di fraterna amicizia. Fra gli alunni, invece, arriva Marco Soratte, un ragazzo turbolento e manesco dal passato drammatico, che Isa aiuterà a integrarsi.

### Seconda stagione
Sono passati due anni dalla fine della prima stagione. Isa ed Enzo stanno ancora insieme, convivono ed Enzo vorrebbe sposarsi, mentre Isa temporeggia. Michele, che ora frequenta la quarta liceo, incontra Aida, una nuova ragazza del Caravaggio, che subito gli fa battere il cuore anche se inizialmente l'amore non sembra ricambiato. Nel corpo docente, al posto di Nadia Mittolò, Giulio Polillo, Mario Del Bosco ed Elisa Sangallo arrivano la bella Gaia Marciali, l'ambigua Iris Tablò e il rigido Tommaso Canfora. La preside suor Clotilde viene invece sostituita da Gianrico D'Astolfo, un uomo simpatico ma stralunato e strambo. Marco Soratte, pluri-bocciato, frequenta ancora l'ultimo anno di liceo, mentre decide di trasformare casa sua in un bed and breakfast. Lobascio ha avuto un notevole cambiamento (sia fisico che caratteriale) per via della sua cotta per la professoressa Tablò. La Cappoli, ormai pensionata, continua a passare le sue giornate al Caravaggio e dà ad Isa preziosi consigli. 
Quando Isa scopre di avere un ritardo nel ciclo mestruale, pensa subito a una menopausa anticipata, invece è incinta. Inizialmente vorrebbe tenerlo ma successivamente sarà indecisa, in seguito a esser stata chiamata "nonna" da una signora al supermercato, ed è quindi sicura di abortire. Questo crea una frattura tra lei ed Enzo, che quando rivede la sua ex moglie Stefania dopo aver scoperto le intenzioni di Isa, in un momento di debolezza ci va a letto. Alla fine Isa sceglie di portare avanti la gravidanza, al termine della quale nasce una bambina che chiama Anna il 9 luglio 2014 (la data è leggibile dal primo piano sul responso di un esame medico di Isa in travaglio). Anche Riccardo intanto torna a Torino e si unisce alla già allargata famiglia Passamaglia-Vivaldi-Tramola.

### Terza stagione
È passato un anno dalla fine della seconda stagione. Isa torna a scuola dopo il congedo di maternità e Lobascio, ora preside, la nomina sua vice.  
Tina Cappoli si occupa saltuariamente della piccola Anna, ma presto abbandona - seppur a malincuore - l'incarico, in quanto Enzo si dimostra eccessivamente apprensivo nei confronti della piccola. Lobascio iscrive il Caravaggio al concorso “Miglior liceo dell’anno” per gelosia verso Filippo Iaconello, vecchia fiamma della moglie Margherita 25 anni prima e preside del liceo Newton. 
Michele inizia a frequentare la facoltà di Medicina all'università, finendo però per trascurare Aida. Inoltre, il ragazzo entra presto in crisi e vorrebbe interrompere gli studi, ma l’incontro con l'ex moglie di Enzo, Stefania, medico e docente della facoltà, si rivela provvidenziale in quanto è proprio lei a convincerlo a proseguire, anche se ciò finisce per complicare le cose sul piano sentimentale in quanto Michele si invaghisce di lei. Intanto, Riccardo decide di lasciare nuovamente Torino e andare a lavorare in Africa come dentista in un grande villaggio turistico in Tanzania, mentre i professori Canfora e Marciali convivono, ma ci saranno incomprensioni per via delle rispettive famiglie. Soratte invece viene sfrattato e rimane senza casa e senza lavoro. Arriva inoltre l'ambigua sorella di Isa, Beatrice, la quale si occupa di un canale di televendite in cui si fa chiamare Bea Pax. Beatrice ha molteplici situazioni conflittuali con Isa, realizzazione del fatto che per anni - da sorella maggiore - ha cercato di proteggere la sorella dalle situazioni difficoltose scaturite in famiglia dopo la morte del padre. 
Per quanto riguarda i ragazzi del Caravaggio si profilano nuove storie. Chiara Biffi da un lato incontra nuovamente la madre Valentina, da sempre assente in casa per le sue varie storie d'amore, con la quale la ragazza ha subito uno scontro molto duro, mentre dall'altro subisce un plagio da parte della professoressa Zara riguardo un libro da lei scritto. Barbara Pinaider incontra Tuan Saini, un ragazzo indiano suo compagno di banco, che le farà battere il cuore e riconsiderare le proprie attitudini e che aiuterà a rimanere in Italia per vincere il premio Pistocci di matematica e per restare con lei. Invece Dario Cantù, migliore di amico di Michele, si scopre innamorato di Aida, nonostante tenti ripetutamente di rinnegare quel sentimento per l’amicizia che lega lui e Tramola. Una nuova storia d'amore è quella tra Mara Ferrero ed Ettore Lobascio, figli rispettivamente del barista e bidello del liceo Espedito e del preside Salvatore; la relazione viene mantenuta inizialmente segreta, per poi essere scoperta prima dal padre di lei e quindi anche dal padre di lui.
La stagione finisce con il tanto atteso matrimonio tra Isa ed Enzo.

## Episodi
| Stagione         | Episodi | Prima TV |
| ---------------- | ------- | -------- |
| Prima stagione   | 12      | 2011     |
| Seconda stagione | 8       | 2014     |
| Fuoriclasse Off  | 10      | 2015     |
| Terza stagione   | 8       | 2015     |

## Personaggi

### Isa Passamaglia
Interpretata da Luciana Littizzetto (stagioni 1-3). Il suo nome anagrafico è Isabella. È la madre di Michele e la protagonista della serie; separata da poco, deve occuparsi da sola del figlio adolescente Michele e del budget familiare. Fa fronte anche al corteggiamento dell'amico e collega Enzo Vivaldi, alle cattiverie che subisce dal professor Lobascio e alla nuova preside, una suora. Nella seconda stagione convive con Enzo, con il quale progetta di sposarsi. Scopre però di essere incinta, a 46 anni. Decide di tener nascosta la gravidanza e di abortire, ma finisce per rovinare il rapporto con Enzo, che scopre la gravidanza e le intenzioni di Isa, che alla fine cambia idea e tiene il bambino. Scopre però che Enzo l'ha tradita e lo caccia di casa. Alla fine della seconda stagione partorisce una bambina di nome Anna. Inoltre viene nominata vicepreside dal nuovo preside D'Astolfo. Dice di avere un fratello (che però non nomina direttamente) e ha una sorella, Beatrice, che compare nella terza stagione.

### Enzo Vivaldi
Interpretato da Fausto Maria Sciarappa (stagioni 1-3). Il suo nome anagrafico è Vincenzo. È un insegnante di matematica e fisica, ha da sempre un debole per Isa. Alla fine della prima stagione decidono di andare a convivere. Nella seconda stagione mette incinta Isa, ma durante la gravidanza la tradisce con l'ex moglie. Dopo la nascita di Anna diventa paranoico e protettivo a tal punto da trascurare gli altri aspetti della sua vita, quali il rapporto con la moglie e la scuola. Lui ed Isa si sposano alla fine della terza stagione.

### Michele Tramola
Interpretato da Lorenzo Vavassori (stagione 1) e Andrea Arcangeli (stagioni 2-3). Primogenito di Isa, ferito dall'allontanamento del padre, riversa la sua frustrazione sulla madre. Questa situazione, unita alle difficoltà tipiche della sua età, influirà molto negativamente sul suo rendimento scolastico nel primo quadrimestre, ma riuscirà a risollevarsi bene nel secondo e ad essere promosso, grazie soprattutto all'aiuto di Nadia Mittolò, che gli dà ripetizioni gratis e della quale si innamora. Nella seconda stagione ha 17 anni ed è molto più maturo e affettuoso con la madre e con Enzo. Ha un colpo di fulmine per la bella Aida, che si è appena trasferita nel suo liceo. I due si fidanzano e presto Michele fa le presentazioni ufficiali alla sua famiglia. Quando scopre che è musulmana e che deve sposare un arabo, la loro storia sembrerà essere giunta al capolinea.

### Corpo docente
- Suor Clotilde, interpretata da Mariella Valentini (stagione 1).
Anagraficamente Miriam, in passato insegnante di Filosofia, ora preside del liceo Caravaggio alla sua prima nomina come dirigente scolastico. È molto corretta e comprensiva. Pur essendo una suora, dirige l'istituto in maniera del tutto laica e corregge spesso chi la chiama "madre" perché vuole essere chiamata semplicemente "preside". Sostituita da Gianrico D'Astolfo nella seconda stagione.
- Salvatore "Totò" Lobascio, interpretato da Ninni Bruschetta (stagioni 1-3).
Vicepreside per il quinto anno consecutivo e nemico giurato di Isa, insegna lettere. Borioso e approfittatore, soprattutto del ruolo di vicepreside che ricopre ormai da quattro anni, è sostenuto solo da Filippo Gunardo e Luigi Broccoletti, suoi elettori, mentre è malvisto dal resto del corpo docente. Nella seconda stagione il Preside decide di affidare il compito di suo vice a Isa, provocando in Lobascio odio ed antipatie nei confronti della Passamaglia. Egli infatti, cercherà invano di riavere il posto di vicepreside. È lui ad accorgersi di strani comportamenti da parte del Preside. Nella terza stagione è lui stesso a ricoprire il ruolo di preside, cambia e con la Passamaglia diventano buoni colleghi tanto che lui la nomina vice preside. È sposato con Margherita e ha due figli, Ettore e Giovanna.
- Nadia Mittolò, interpretata da Fabrizia Sacchi (stagione 1).
Insegnante di lettere al biennio, è la migliore amica di Isa. Le viene assegnata la sezione D del biennio, in cui inizialmente il figlio di Isa si trova. Sarà la stessa Nadia Mittolò a richiedere un piccolo sfoltimento della classe, con troppi studenti e poco gestibile nella quotidianità scolastica, sfoltimento che riguarderà sei studenti, tra cui Michele Tramola. Si fidanzerà con Giulio Polillo, insegnante di Educazione Fisica.
- Tina Cappoli, interpretata da Gisella Burinato (stagioni 1-3).
Insegnante di scienze prossima alla pensione, ha un buon rapporto con Isa. Ansiosa in tutto e per tutto. È ossessionata dal registro che teme di perdere dalla volta in cui, ben tre anni prima, lo ha perso davvero, dovendosi subire ben tredici ricorsi. Le viene infatti dato un registro dalla copertina rossa, a differenza di tutti gli altri suoi colleghi che ce l'hanno blu, in modo che lo possa riconoscere subito. Broccoletti, prendendosi gioco della sua ansietà nei confronti del registro, approfitta di ogni occasione per farlo sparire causando così continue crisi di panico alla collega. Nella seconda stagione è ormai pensionata ma cura il progetto del CIC al Caravaggio, di cui si occupava anche quando ancora era in servizio. Ha un'infatuazione per il Preside d'Astolfo. Nella terza stagione compare sporadicamente in dei cameo.
- Marcella Zara, interpretata da Germana Pasquero (stagioni 1-3).
Insegnante di Lettere ruffiana e vanitosa, ha scambiato le classi con Isa. Quando il rapporto tra le due si guasta, si vendica su Michele, suo alunno e figlio di Isa. Nella seconda stagione cambia sezione, passando dal biennio della sezione B a quello della sezione A e prende delle ore che Isa ha dovuto lasciare a causa del suo ruolo di vicepreside. Ha come alunno il figlio di Lobascio. Suo marito è un famoso editore. Nell'ultimo episodio della terza stagione si fidanza con Broccoletti.
- Mario Del Bosco, interpretato da Andrea Bosca (stagione 1).
Insegnante di storia e filosofia al suo primo incarico; intesserà una relazione con Elisa Sangallo, l'insegnante di inglese. L'alunno Emilio Frasca si innamorerà di lui. Sostituito poi da Tommaso Canfora.
- Filippo Gunardo, interpretato da Roberto Citran (stagione 1).
Insegnante di scienze, tirannico, insoddisfatto e stanco del suo lavoro. All'interno della scuola non ha buon rapporto con nessuno: né con i suoi colleghi, né con i suoi alunni in particolare con quelli della 3B ai quali dà a tutti l'insufficienza per antipatia nel primo quadrimestre eccetto che ad Emilio Frasca. Nella 5B invece fa delle avances a Selvaggia Petrocelli. Questi suoi atteggiamenti scorretti vengono contestati dagli altri docenti i quali faranno sì che a partire dall'inizio del secondo quadrimestre si faccia esonerare dalla professione per il resto dell'anno scolastico. Al termine dell'anno cerca di impedire che Del Bosco sia assunto a tempo pieno, ma il resto dei docenti lo impedisce, per poi scoprire che l'acido collega sta lasciando la scuola: Gunardo sostiene di starsene andando per andare a dirigere un ufficio al Provveditorato, ma la preside rivela che in realtà se ne sta andando perché licenziato e, inoltre, al Provveditorato avrà solo un misero ruolo da timbracarte.
- Elisa Sangallo, interpretata da Giorgia Cardaci (stagione 1).
Insegnante di inglese. Non riesce a farsi rispettare dagli alunni poiché ancora giovane e molto dolce. Riesce ad interessarli alle sue lezioni con l'uso della musica. Utilizzerà, nelle sue lezioni, la chitarra. Sostituita poi da Gaia Marciali.
- Giulio Polillo, interpretato da Blas Roca-Rey (stagione 1).
Insegnante di Educazione Fisica, inizia una relazione con la professoressa Mittolò. Sostituito poi da Iris Tablò.
- Luigi Broccoletti, interpretato da Stefano Bicocchi (stagioni 1-3).
Insegnante di Lettere. È un grande amico di Salvatore Lobascio. Si è reso spesso partecipe, anche insieme ai suoi colleghi Lobascio e Gunardo, di pesanti offese nei confronti di Tina Cappoli, insegnante di Scienze in procinto alla pensione, ma anche di scherno nei confronti di altri colleghi (ad esempio, all'insegnante di Inglese, Sangallo). Sempre nella prima stagione, Broccoletti deride Tina facendole sempre prender paura di “perdere il registro”. Alcune volte sarà persino il diretto responsabile di ciò, con l'appoggio di Soratte, che lo ingannò. Fondamentalmente è un grande mammone che, pur di giungere al proprio obiettivo, riuscirebbe a far qualsiasi cosa. Ad esempio, affermò di aver perso la madre solamente per avere i giorni di astensione dal lavoro retribuiti. Adora prendersela con i più deboli ed è solito girare con palline antistress che gira ripetutamente, creando un fastidioso rumore. Partecipa alla gita della 3B (a.s 2010-2011, ergo nella prima stagione), accompagnato dalla Passamaglia, dalla Sangallo, da Enzo e da Del Bosco. Nel corso della seconda stagione insegna Lettere al figlio di Lobascio, Ettore; oggetto di scherno e di scommessa è proprio il poco impegno che Ettore impiega nello studio. Nella terza stagione nell'ultimo episodio si fidanza con la Zara.
- Dario Storca, interpretato da Davide Lorino (stagioni 1-2).
L'insegnante di Religione; si attiva per organizzare un coro scolastico.
- Gianrico D'Astolfo, interpretato da Giulio Scarpati (stagione 2).
È il nuovo preside del Caravaggio, bizzarro e strampalato. Inizialmente si dimostra un uomo in gamba, fin quando le sue stranezze non sfoceranno in follia. Cambia spesso domicilio scolastico. È oggetto di critiche da parte di molti docenti. Adora la musica lirica, in particolare Vincenzo Bellini, del quale riuscirà ad acquistare persino un paio di occhiali. Solamente in un secondo momento, Isa dirà che Bellini non portava gli occhiali.
- Gaia Marciali, interpretata da Giulia Bevilacqua (stagioni 2-3).
È la supplente di inglese che sostituisce Elisa Sangallo. Usa mettere voti molto alti e per questo si scontra spesso con il collega Canfora. In seguito però ci sarà un'infatuazione tra i due. Si scoprirà essere la figlia di un importante avvocato torinese.
- Tommaso Canfora, interpretato da Ettore Bassi (stagioni 2-3).
È l'insegnante di Storia e Filosofia che sostituisce Mario Del Bosco. Molto rigido e severo. È molto amico di Enzo e a dispetto dello scontro iniziale, inizia una relazione con la Marciali. Tommaso viveva nella palestra della scuola, a causa degli alimenti che doveva passare a figli e moglie divorziata, sino a quando Gaia Marciali non offrirà lui, una volta fidanzati, di vivere insieme. È nato a Recanati e studia etruscologia.
- Iris Tablò, interpretata da Barbara Tabita (stagione 2).
È la nuova insegnante di Educazione Fisica che fa perdere la testa al prof. Lobascio, che però non viene contraccambiato. È solita indossare abiti molto sexy, così come del resto sexy è la sua voce tipica del Sud.
- Eva Mair, interpretata da Brenda Lodigiani (stagione 3).
È la nuova insegnante di educazione fisica, succeduta alla Tablò.

### Alunni
- Marco Soratte, interpretato da Angelo Donato Colombo (stagioni 1-3).
Ragazzo molto irrequieto con frequenti isterismi dovuti alla perdita di entrambi i genitori e dei due fratelli in un incidente stradale in cui anche lui era presente ed è riuscito a salvarsi. Questa profonda tristezza inoltre, gli ha fatto perdere la voglia di studiare avendo così un rendimento scolastico poco brillante. Si affeziona molto a Isa poiché è l'unica insegnante che riesce a capirlo così come anche i suoi compagni di classe. Al contrario, il vicepreside Lobascio lo prende di mira e alla fine dell'anno non lo farà promuovere. È innamorato di Silvia Murialdi e molto amico di Laura Bellotto e di Abdul Ma'mbua. Durante l'anno Isa riesce a conquistarsi la sua fiducia tanto addirittura da spingerlo a studiare e meritarsi la sufficienza. Lobascio, impietosamente, lo farà comunque bocciare. Durante la seconda stagione si innamora perdutamente di una ragazza dell'est, Galina, con l'aiuto della quale riesce finalmente a superare la maturità.
- Emilio Frasca, interpretato da Nicola Sorrenti (stagione 1).
È il più intelligente della classe. Nasconde la sua omosessualità. L'amore mancato di Sibilla Cagi.
- Silvia Murialdi, interpretata da Camilla Semino Favro (stagione 1).
Corteggiata da Tiburzio e, a modo suo, da Soratte.
- Sibilla Cagi, interpretata da Giulia Cotugno (stagione 1).
Perenne ritardataria, innamorata del suo compagno di banco, Frasca. Inventa sempre scuse molto originali per giustificare i suoi continui ritardi.
- Laura Bellotto, interpretata da Chiara Nicola (stagione 1).
Paraplegica dalla nascita, è molto affezionata a Soratte.
- Ermir Sabaij, interpretato da Cala Mariglent (stagione 1, guest 2).
È un ragazzo albanese. Innamorato di Viola di Un posto al sole, ha ancora molti problemi con la lingua italiana e Isa non sa mai come fare a interrogarlo, anche perché lui, temendo di essere deriso per le sue difficoltà linguistiche, si rifiuta di farsi interrogare davanti alla classe. Per quanto sia riuscito a recuperare, Lobascio lo farà bocciare. Sarà presente nella seconda stagione alla festa di apertura del B&B di Soratte.
- Abdul Ma'mbua, interpretato da Ivan Nick Kapalaa (stagione 1, guest 2).
Ragazzo di origini senegalesi, lega soprattutto con Soratte; è figlio dell'ambasciatore del Senegal. Sarà presente nella seconda stagione alla festa di apertura del B&B di Soratte.
- Aldo Tiburzio, interpretato da Marco Cassini (stagione 1).
Compagno di banco di Petrocelli, fidanzato inizialmente con Silvia Murialdi, solo al termine dell'anno scolastico lascia intendere un profondo sentimento per Ilaria Ciarella.
- Selvaggia Petrocelli, interpretata da Daniela Marra (stagione 1).
Compagna di banco di Tiburzio, subisce le avance del professor Gunardo.
- Sergio Zanotto, interpretato da Stefano Annoni (stagione 1).
Nuovo arrivato, ha un debole per Petrocelli.
- Ilaria Ciarella, interpretato da Gaia Messerklinger (stagione 1).
Ragazza dolce, affettuosa e un po' svampita, il bar del padre è collocato vicino all'abitazione della Passamaglia la quale spesso si ferma a farci qualche spuntino. Ha una notevole simpatia per Aldo Tiburzio, con il quale lascia trasparire un inizio di relazione.
- Aida Mernissi, interpretata da Simona Tabasco (stagioni 2-3).
È una nuova arrivata al Caravaggio, di cui Michele si innamora al primo sguardo. I due si fidanzeranno anche se la ragazza nasconde la sua vera identità. Nella terza stagione i due si lasciano dopo che Aida vede Michele baciare un'altra.
- Dario Cantù, interpretato da Roberto Gudese (stagioni 2-3).
È il migliore amico di Michele, figlio di Isa Passamaglia. Vive con due padri omosessuali. Nella terza stagione si fidanza con Aida dopo che lei e Michele si lasciano.
- Chiara Biffi, interpretata da Benedetta Cimatti (stagioni 2-3).
Studentessa innamorata di Matteo, sempre in lotta con la compagna Pinaider. Diventa però sua amica nella terza stagione, e riuscirà anche a realizzare il suo sogno di pubblicare un libro, grazie soprattutto alla madre, che inizialmente detesta ma con cui si riappacificherà.
- Barbara Pinaider, interpretata da Matilda Lutz (stagioni 2-3).
Ragazza molto carina, è sempre corteggiata dai ragazzi. Sempre in lotta con Chiara; nella terza stagione diventano però amiche. All'inizio della terza stagione detesta Tuan; infatti, essendo anche lei candidata al premio Pistocci, durante le selezioni modifica il testo di un esercizio sul foglio di Tuan, sperando di non farlo qualificare. Su consiglio di Enzo, che si è accorto di ciò che è successo, decide di aiutare Tuan allenandolo per il torneo, così da farsi perdonare. Capirà inoltre di essere innamorata di lui.
- Manuel Rocca, interpretato da Gianandrea Muià (stagioni 2-3).
Ragazzo irrequieto a causa del padre. È il nuovo amico di Soratte.
- Matteo, interpretato da Gianluca Viola (stagione 2).
- Teresa, interpretata da Barbara Mattavelli (stagione 2).
- Ettore Lobascio, interpretato da Gioele Borgia (stagioni 2-3).
È il figlio del professore Salvatore Lobascio e di Margherita. L'insegnante di Italiano è Luigi Broccoletti, di Latino e Storia è Marcella Zara. Nella seconda stagione si innamora di Elena Cinquini, ma la ragazza non ricambia. Nella terza stagione si fidanzerà invece con Mara Ferrero.
- Paolo, interpretato da Filippo Brussino (stagione 2).
Oggetto di bullismo da parte di Manuel Rocca.
- Elena Cinquini, interpretata da Alma Noce (stagione 2).
Continuamente corteggiata da Ettore ma è innamorata di Dario Cantù.
- Mara Ferrero, interpretata da Denise Tantucci (stagione 3).
È la figlia del bidello Espedito, si fidanza con Ettore Lobascio. Tiene nascosto il fatto che Espedito sia suo padre per non essere vittima di pregiudizi.
- Francesca, interpretata da Annalisa Maria Lavaselli (stagione 3).
- Tuan, interpretato da Bagya D. Lankapura (stagione 3).
È un ragazzo indiano bravissimo in matematica. Il professor Vivaldi lo ha iscritto al premio Pistocci, che il ragazzo ha vinto. Si innamora, ricambiato, di Barbara Pinaider, e si trasferisce per breve tempo a casa di Isa ed Enzo, dovendo la sua famiglia tornare in India proprio quando il ragazzo deve affrontare il premio Pistocci.

### Altri personaggi
- Riccardo Tramola, interpretato da Neri Marcorè (stagioni 1-2, guest 3).
È l'ex marito di Isa, di professione dentista; all'inizio della prima serie si trova alle isole Mauritius con la nuova fidanzata ventisettenne Martina Gempi. A metà serie torna illudendo il figlio Michele di voler rimanere, invece parte di nuovo. Nella seconda stagione lascia Martina e Roma e torna a Torino per stare vicino a Michele, mentre nella terza stagione parte per andare a lavorare in un resort di lusso a Zanzibar.
- Espedito Ferrero, interpretato da Michele Di Mauro (stagioni 1-3).
È il bidello del Caravaggio. La moglie gestisce una lavanderia. Nella terza stagione si innamora, ricambiato, della sorella di Isa, Beatrice Passamaglia. Ha una figlia di nome Mara, che frequenta il Caravaggio, ma i due nascondono il loro legame di parentela per far sì che la ragazza non sia vittima di pregiudizi a scuola.
- Martina Gempi, interpretata da Daniela Fazzolari (stagione 1).
È la nuova compagna di Riccardo Tramola, l'ex marito di Isa. Quest'ultima la chiama "la Barbie".
- Walter Magrini, interpretato da Max Mazzotta (stagione 1).
È il tecnico della macchinetta del caffè. Patito di citazioni e aforismi. Quando Broccoletti si farà sostituire di nascosto da lui all'incontro di orientamento alla Scuola Media Meucci per il solo gusto di evitarsi un incarico noioso, avrà molto successo.
- Signor Casotti, zio di Soratte, interpretato da Marco Viecca (stagione 1).
- Ministra Caletta, interpretata da Sara Bertelà (stagione 1).
È una vecchia amica di Isa, con cui Lobascio dice di aver avuto una relazione.
- Dottor Tarragona, interpretato da Giancarlo Judica Cordiglia (stagione 1).
È il responsabile per le adozioni.
- Alessandro Bianchi, interpretato da Paolo Romano (stagione 1).
È uno psicologo che presta servizio al centro d’ascolto del liceo.
- Professoressa De Luise, interpretata da Mirka Viola (stagione 1).
Insegnante di matematica e scienze. È un membro della commissione esterna. Durante l'esame sviluppa un'ottima intesa con Vivaldi, scatenando la gelosia di Isa, ma in realtà tra i due c'è solo amicizia, tanto che, quando Isa si scontra con il presidente della commissione, la sostiene senza esitazione.
- Professor Bologna, interpretato da Francesco De Vito (stagione 1).
È il capo della commissione d'esame. Professore talmente severo e dispotico da apparire quasi ridicolo agli occhi del resto della commissione, che rifiuta di sottostare alle sue pretese di comando. Si scontra soprattutto con i membri della commissione interna, desiderosi più di vedere i loro alunni eccellere che dimostrare la propria intransigenza. Durante l'orale, fa di tutto per far bocciare Aldo Tiburzio, andato nel panico, ma Isa, con l'aiuto di Vivaldi ed il sostegno di Del Bosco e De Luise riesce a farlo promuovere assieme al resto della classe.
- Margherita Cloni in Lobascio, interpretata da Beatrice Schiros (stagioni 1-3).
È la moglie del prof. Lobascio e madre di Ettore e Giovanna.
- Galina, interpretata da Silvia Busuioc (stagione 2, guest 3).
È la ragazza ucraina che va in cerca della sorella scomparsa. Diventa la fidanzata di Marco Soratte.
- Stefania Rosati (nella prima stagione Patrizia), interpretata da Irene Ferri (stagioni 2-3).
È l'ex moglie di Enzo Vivaldi, di cui Michele si invaghisce nella terza stagione.
- Beatrice Passamaglia, interpretata da Lunetta Savino (stagione 3).
È l'eccentrica sorella di Isa, amante del tacco 12 e delle stravaganze, gestisce un canale di televendite in cui si fa chiamare Bea Pax. Pur essendosi allontanata dalla sorella, tenta in tutti i modi di recuperare il rapporto con lei, anche facendo di nascosto dei regali alla piccola Anna
- Don Luigi, interpretato da Bruno Gambarotta (stagione 3).
- Filippo Iaconello, interpretato da Tommaso Ragno (stagione 3).
Storico fidanzato della moglie di Lobascio e preside del liceo Newton.
- Aurelio Marciali, interpretato da Massimo Wertmüller (stagione 3).
È il padre di Gaia, noto avvocato matrimonialista che però Tommaso definisce semplicemente "pallone gonfiato".
- Luca Canfora, interpretato da Robert Dancs (stagione 3).
È il figlio del professor Canfora nato da un suo precedente matrimonio.
- Valentina Biffi, interpretata da Lavinia Longhi (stagione 3).
È la madre di Chiara con cui quest'ultima è sempre in conflitto. È su di lei, infatti, che la figlia basa il suo libro "L'Antimamma", che però, contrariamente alle aspettative, verrà pubblicato proprio grazie alla tanto disprezzata madre, con cui Chiara si riavvicinerà alla fine della terza stagione.

## Spin-off
Come iniziativa della Rai, anche Fuoriclasse è stato inserito nel progetto RAY, progetto che prevede una serie di mini-episodi dalla durata di 3-4 minuti per promuovere l'inizio della terza stagione della serie. I 10 episodi della serie, chiamata Fuoriclasse Off, sono stati pubblicati dal 14 al 23 aprile 2015 tutti i pomeriggi alle 17:30 sul sito Rai.it. Nel cast Andrea Arcangeli (Michele Tramola), Angelo Colombo (Marco Soratte), Roberto Gudese (Dario Cantù), Silvia Busuioc (Galina), Gioele Borgia (Ettore Lobascio), Gianandrea Muia (Manuel Rocca), Annalisa Maria Lavaselli (Francesca), Benedetta Cimatti (Chiara Biffi), Claudio Morici (Carlo, il nerd vicino di casa), e con la partecipazione straordinaria di Max Vado (Comandante di polizia) e Christian Ginepro (Agente Gincolone). Questa serie web è ambientata tra la seconda e la terza stagione della fiction.
I due protagonisti sono Michele e Dario, che hanno organizzato un toga party nella villa di un amico di uno dei due padri di Dario, in collina vicino a Torino. Tutto sembra andare bene, quando all'improvviso arrivano due poliziotti che interrompono la festa. I ragazzi vengono interrogati uno per uno in cucina, e ognuno di loro dovrà raccontare cosa ha notato di strano. Alla fine si scoprirà chi ha telefonato alla polizia, e anche perché, poco prima, sempre alla villa, è arrivata un'ambulanza.